# Festival de la Canción de Eurovisión 1970

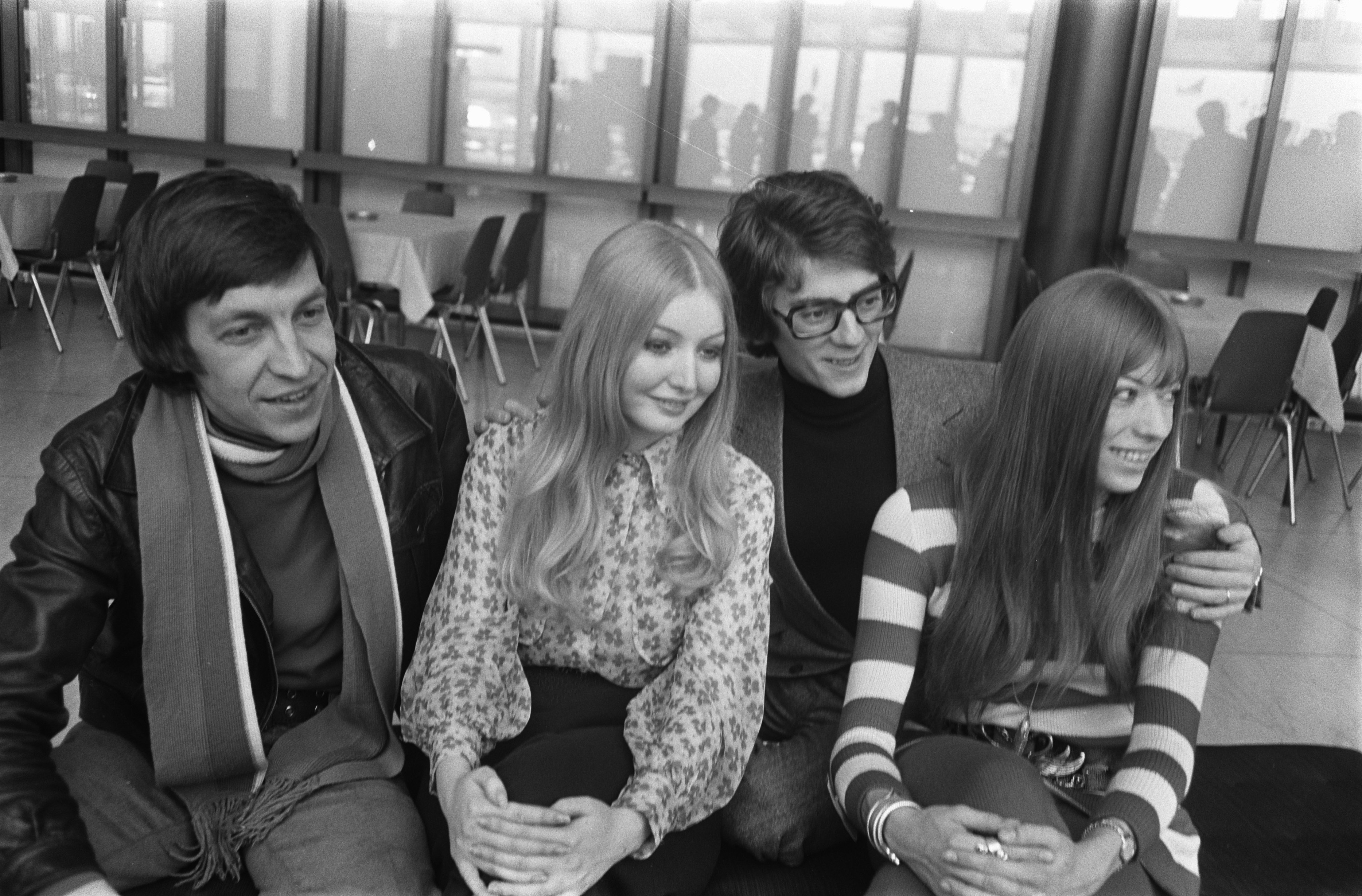
Henri Dès (Suiza), Mary Hopkin (Reino Unido), Guy Bonnet (Francia) y Katja Ebstein (Alemania Occidental), días antes del festival.

El XV Festival de la Canción de Eurovisión tuvo lugar el sábado 21 de marzo de 1970 en Ámsterdam. Con Willy Dobbe como presentadora, la canción vencedora fue la balada "All Kinds of Everything", representando a Irlanda.

## Contexto
Debido al empate entre cuatro países producido el año anterior, se sorteó el país que se encargaría de organizar el evento en 1970. Resultó elegido los Países Bajos. El sorteo solo se realizó entre Francia y Países Bajos, ya que Reino Unido y España habían sido los anfitriones en las dos pasadas ediciones; resultó elegido Países Bajos. A modo de protesta, Finlandia, Noruega, Portugal y Suecia decidieron boicotear el festival para demostrar su descontento con el modo de votar, a pesar de ello el sistema de votación se mantuvo este año.
Para impedir un incidente como el ocurrido en 1969, se creó un reglamento especial por el cual se establecía que si existiese un empate entre dos canciones, estas se volverían a repetir y los jurados harían de nuevo una votación a mano alzada entre ellas dos, con excepción de los jurados de los países empatados. En caso de que persistiese el empate, ambas seguirían siendo las ganadoras.
Por Países Bajos se presentó un trío, Hearts of Soul. Sin embargo, el reglamento solo permitía participar a solistas y dúos acompañados de coros, por lo que la cantante principal del trío, Patricia, tuvo que acudir oficialmente como solista, mientras que sus dos compañeras hicieron de coro, conservando su nombre Hearts of Soul. Este fue el último año en que este reglamento estuvo en vigor.
Este certamen contó con la participación por España de Julio Iglesias.
Debido a la baja cantidad de participantes (como protesta por el cuádruple empate del año anterior), para completar el tiempo de trasmisiones se incorporó un videoclip breve, conocido como postal, antes de cada canción, mostrando al cantante y algunos lugares del país que representaba. Esto gustó tanto que hasta el día de hoy esta característica es utilizada, con algunas variaciones.
El festival fue transmitido vía satélite a varios países fuera de Europa, incluyendo Brasil, Chile, Marruecos, Túnez y la Unión Soviética.

## Antecedentes
La escenografía fue ideada por Roland de Groot; un diseño simple estaba compuesto por una serie de barras horizontales curvas y adornos plateados que se podían mover de diferentes maneras.
Para evitar un incidente como el de 1969, se creó una regla de desempate. Estableció que, si dos o más canciones ganaban el mismo número de votos y estaban empatadas en el primer lugar, cada canción tendría que ser interpretada nuevamente. Después de lo cual, cada jurado nacional (aparte de los jurados de los países en cuestión) levantaría la mano cuál creía que era el mejor. Si los países empataran nuevamente, entonces compartirían el primer lugar.

### Votaciones y secuelas

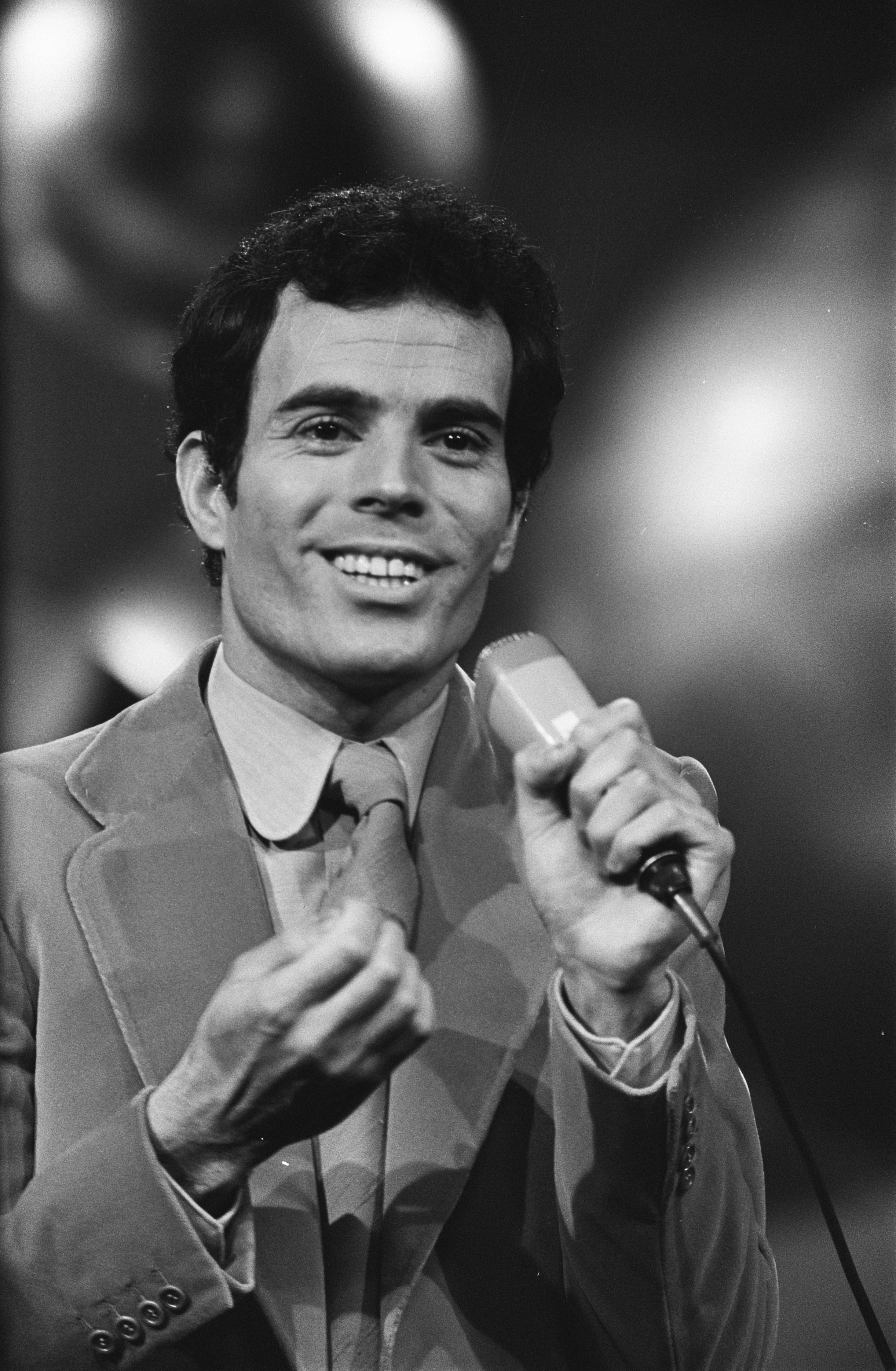
Julio Iglesias interpetando la canción representante de España

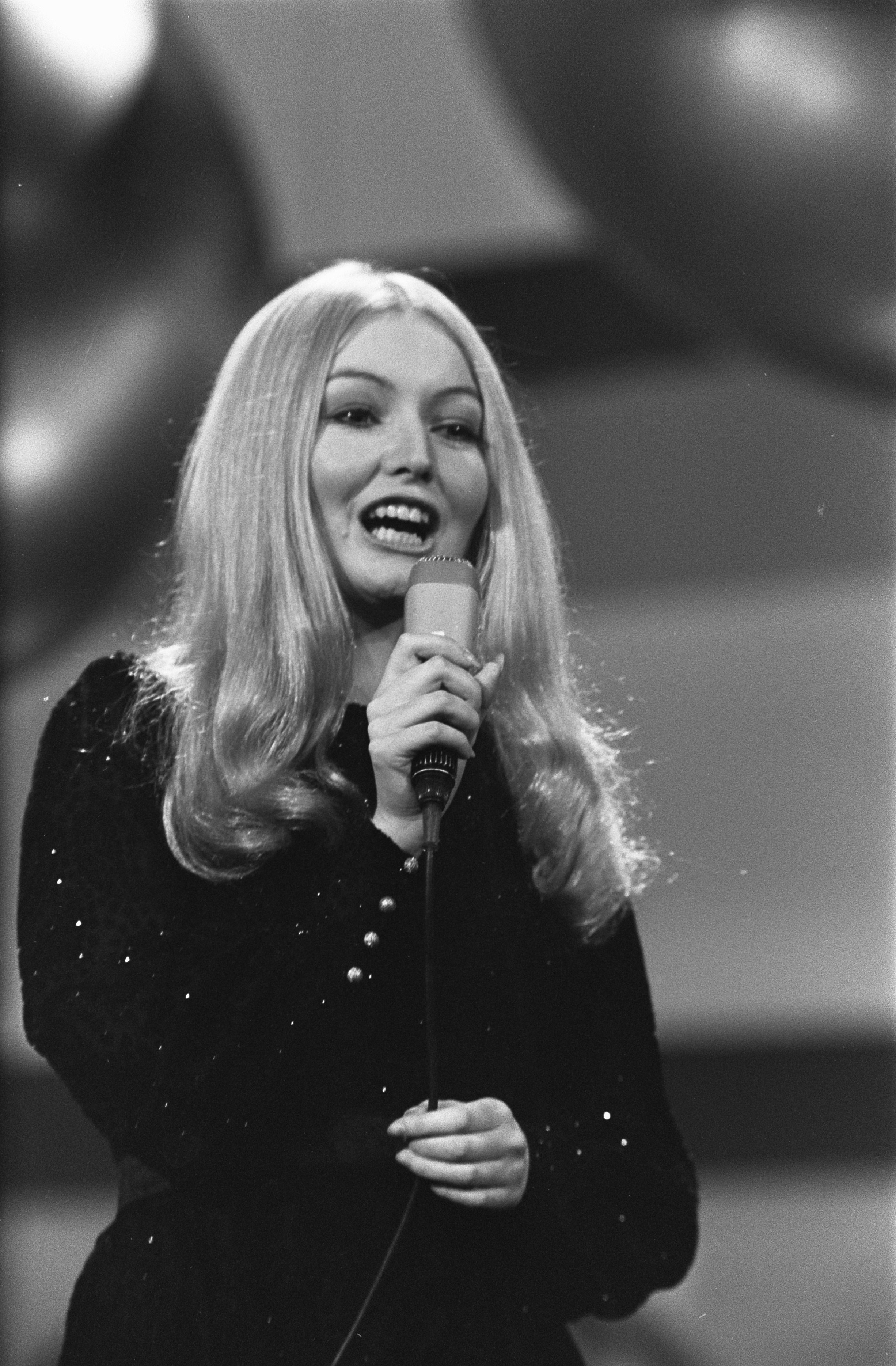
Mary Hopkin interpetando la canción representante de Reino Unido

En el período previo al concurso, el Reino Unido era favorito para ganar y también el favorito con la orquesta de 50 piezas. Tan segura de la victoria, la delegación del Reino Unido había organizado una fiesta de ganadores después del concurso. Al final, los únicos dos países en la carrera fueron el Reino Unido e Irlanda, aunque este último mantuvo la delantera durante la votación. Irlanda se llevó la victoria con 32 puntos, 6 puntos por delante del Reino Unido, con Alemania en un distante tercer lugar. Luxemburgo no logró anotar ningún punto, la única vez que lo hizo.
La canción ganadora se convirtió en un millón de ventas y la cantante en una estrella internacional. Como el concurso se llevó a cabo en los Países Bajos este año y el país fue uno de los cuatro ganadores en 1969, Dana recibió sus premios de manos de la ganadora holandesa Lenny Kuhr.
Mary Hopkin obtuvo algunos éxitos más, pero redujo su carrera musical en 1971 después de casarse. Más tarde comentó que su aparición en el concurso fue humillante y dijo que odiaba la canción que tenía que cantar. El participante español Julio Iglesias logró el éxito mundial en las décadas siguientes, convirtiéndose en uno de los cantantes más vendidos de todos los tiempos . Mientras tanto, Dana continuó obteniendo sencillos exitosos a lo largo de la década de 1970 con canciones como "Fairytale" y "It's Gonna be a Cold Cold Christmas". En la década de 1990 se convirtió en política, se postuló para las elecciones presidenciales de Irlanda en 1997 y 2011 y se convirtió en eurodiputada en 1999.
La delegación española, en previsión del nerviosismo de Julio Iglesias, buscó un traje que no tuviera bolsillos, con el fin de que Julio interpretara con sus manos, y no las metiera en los bolsillos, una de sus manías más reconocibles. A pesar de los nervios, que casi le hacen tropezar al finalizar su canción, Iglesias logró un éxito mundial en las décadas venideras.
El intermedio del festival corrió a cargo de un número de baile protagonizado por De Don Lurio Dancers van Amsterdam.
Del resto de intérpretes, Stella Maessen (de Hearts of Soul), Jean Vallée, Guy Bonnet y Katja Ebstein volvieron a participar más tarde en el concurso, esta última en dos ocasiones más. Al año siguiente, Austria, Finlandia, Noruega, Portugal y Suecia regresaron al concurso.

## Países participantes

### Canciones y selección
| País y TV               | Título original de la canción                 | Artista                | Proceso y fecha de selección            |
| País y TV               | Traducción al español                         | Idiomas                | Proceso y fecha de selección            |
| ----------------------- | --------------------------------------------- | ---------------------- | --------------------------------------- |
| Alemania Occidental ARD | Wunder gibt es immer wieder                   | Katja Ebstein          | Ein lied für Amsterdam 1970, 16-02-1970 |
| Alemania Occidental ARD | Los milagros siguen sucediendo una y otra vez | Alemán                 | Ein lied für Amsterdam 1970, 16-02-1970 |
| Bélgica BRT             | Viens l'oublier                               | Jean Vallée            | Chanson Euro 1970, 03-02-1970           |
| Bélgica BRT             | Ven para olvidarlo                            | Francés                | Chanson Euro 1970, 03-02-1970           |
| España TVE              | Gwendolyne                                    | Julio Iglesias         | Final Nacional, 14-02-1970              |
| España TVE              | -                                             | Español                | Final Nacional, 14-02-1970              |
| Francia ORTF            | Marie-Blanche                                 | Guy Bonnet             | Final Nacional, 21-02-1970              |
| Francia ORTF            | -                                             | Francés                | Final Nacional, 21-02-1970              |
| Irlanda RTÉ             | All Kinds of Everything                       | Dana                   | Final Nacional, 01-03-1970              |
| Irlanda RTÉ             | Todo tipo de cosas                            | Inglés                 | Final Nacional, 01-03-1970              |
| Italia RAI              | Occhi di ragazza                              | Gianni Morandi         | Elección Interna                        |
| Italia RAI              | Ojos de mujer                                 | Italiano               | Elección Interna                        |
| Luxemburgo CLT          | Je suis tombé du ciel                         | David Alexandre Winter | Elección Interna                        |
| Luxemburgo CLT          | He caído del cielo                            | Francés                | Elección Interna                        |
| Mónaco MTPBS            | Marlène                                       | Dominique Dussault     | Elección Interna                        |
| Mónaco MTPBS            | -                                             | Francés                | Elección Interna                        |
| Países Bajos NOS        | Waterman                                      | Hearts of Soul         | Nationaal Songfestival 1970, 11-02-1970 |
| Países Bajos NOS        | Barquero                                      | Neerlandés             | Nationaal Songfestival 1970, 11-02-1970 |
| Reino Unido BBC         | Knock Knock, Who's There?                     | Mary Hopkin            | A Song for Europe, 07-03-1970           |
| Reino Unido BBC         | Toc, toc ¿Quién es?                           | Inglés                 | A Song for Europe, 07-03-1970           |
| Suiza SSR SRG           | Retour                                        | Henri Dès              | Elección Interna                        |
| Suiza SSR SRG           | El regreso                                    | Francés                | Elección Interna                        |
| Yugoslavia JRT          | Pridi, dala ti bom cvet                       | Eva Sršen              | Pjesma Eurovizije 1970, 14-02-1970      |
| Yugoslavia JRT          | Ven, te daré una flor                         | Esloveno               | Pjesma Eurovizije 1970, 14-02-1970      |

## Resultados
Irlanda ganó de manera contundente y liderando la clasificación durante toda la ronda de votaciones. Luxemburgo no obtuvo ningún voto, a pesar del escaso número de participantes.
| #  | País                | Intérprete(s)             | Canción                       | Lugar | Puntos |
| -- | ------------------- | ------------------------- | ----------------------------- | ----- | ------ |
| 01 | Países Bajos        | Patricia & Hearts of Soul | «Waterman»                    | 7     | 7      |
| 02 | Suiza               | Henri Dès                 | «Retour»                      | 4     | 8      |
| 03 | Italia              | Gianni Morandi            | «Occhi di ragazza»            | 8     | 5      |
| 04 | Yugoslavia          | Eva Sršen                 | «Pridi, dala ti bom cvet»     | 11    | 4      |
| 05 | Bélgica             | Jean Vallée               | «Viens l'oublier»             | 8     | 5      |
| 06 | Francia             | Guy Bonnet                | «Marie-Blanche»               | 4     | 8      |
| 07 | Reino Unido         | Mary Hopkin               | «Knock, knock - Who's there?» | 2     | 26     |
| 08 | Luxemburgo          | David Alexandre Winter    | «Je suis tomé du ciel»        | 12    | 0      |
| 09 | España              | Julio Iglesias            | «Gwendolyne»                  | 4     | 8      |
| 10 | Mónaco              | Dominique Dussault        | «Marlène»                     | 8     | 5      |
| 11 | Alemania Occidental | Katja Ebstein             | «Wunder gibt es immer wieder» | 3     | 12     |
| 12 | Irlanda             | Dana                      | «All kinds of everything»     | 1     | 32     |

## Votaciones

### Tabla de votos

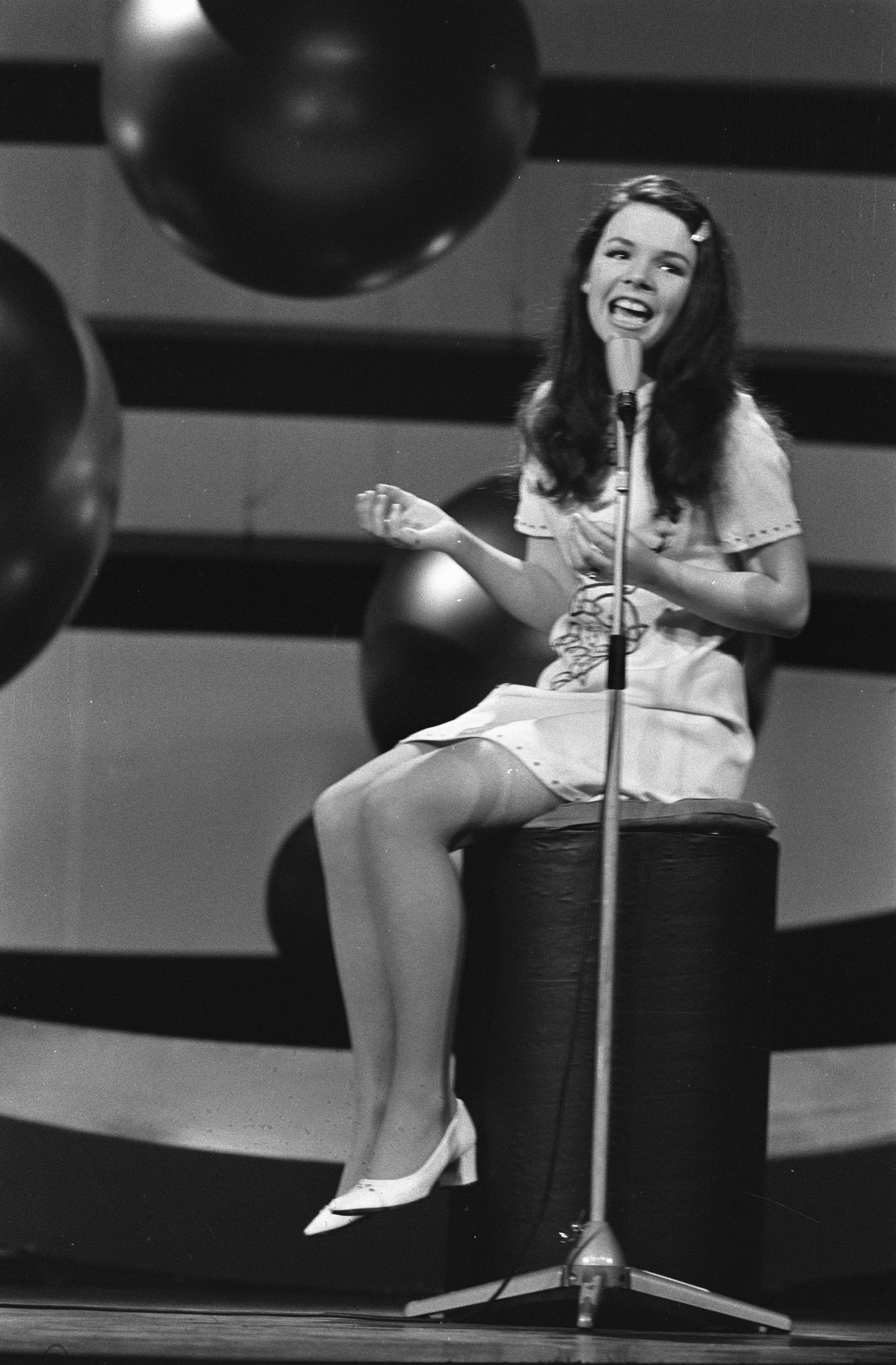
La ganadora, Dana, representante de Irlanda

| Bandera de los Países Bajos          | Bandera de Suiza    | Bandera de Italia | Bandera de Yugoslavia | Bandera de Bélgica | Bandera de Francia | Bandera del Reino Unido | Bandera de Luxemburgo | Bandera de España | Bandera de Mónaco | Bandera de Alemania Occidental | Bandera de Irlanda |   |   |
| Participantes                        | Países Bajos        |                   | 0                     | 3                  | 3                  | 0                       | 0                     | 1                 | 0                 | 0                              | 0                  | 0 | 0 |
| Participantes                        | Suiza               | 2                 |                       | 0                  | 0                  | 0                       | 2                     | 1                 | 0                 | 0                              | 0                  | 2 | 1 |
| Participantes                        | Italia              | 0                 | 0                     |                    | 1                  | 0                       | 0                     | 0                 | 0                 | 2                              | 0                  | 2 | 0 |
| Participantes                        | Yugoslavia          | 0                 | 0                     | 0                  |                    | 0                       | 0                     | 4                 | 0                 | 0                              | 0                  | 0 | 0 |
| Participantes                        | Bélgica             | 0                 | 0                     | 0                  | 0                  |                         | 3                     | 0                 | 1                 | 0                              | 0                  | 0 | 1 |
| Participantes                        | Francia             | 0                 | 0                     | 1                  | 2                  | 0                       |                       | 0                 | 0                 | 0                              | 2                  | 0 | 3 |
| Participantes                        | Reino Unido         | 3                 | 2                     | 2                  | 4                  | 0                       | 2                     |                   | 2                 | 0                              | 4                  | 4 | 3 |
| Participantes                        | Luxemburgo          | 0                 | 0                     | 0                  | 0                  | 0                       | 0                     | 0                 |                   | 0                              | 0                  | 0 | 0 |
| Participantes                        | España              | 0                 | 0                     | 3                  | 0                  | 0                       | 0                     | 0                 | 2                 |                                | 3                  | 0 | 0 |
| Participantes                        | Mónaco              | 0                 | 1                     | 0                  | 0                  | 1                       | 2                     | 0                 | 0                 | 1                              |                    | 0 | 0 |
| Participantes                        | Alemania occidental | 0                 | 1                     | 1                  | 0                  | 0                       | 0                     | 0                 | 3                 | 4                              | 1                  |   | 2 |
| Participantes                        | Irlanda             | 5                 | 6                     | 0                  | 0                  | 9                       | 1                     | 4                 | 2                 | 3                              | 0                  | 2 |   |
| LA TABLA ESTÁ ORDENADA POR APARICIÓN |                     |                   |                       |                    |                    |                         |                       |                   |                   |                                |                    |   |   |

## Transmisiones
Cada emisora participante debía transmitir el concurso a través de sus redes. Las emisoras miembros de la UER no participantes también pudieron transmitir el concurso como "participantes pasivos". Las emisoras pudieron enviar comentaristas para brindar cobertura del concurso en su propio idioma nativo y transmitir información sobre los artistas y las canciones a sus televidentes. Los comentarios de la retransmisión de TVE corrieron a cargo de José Luis Uribarri, mientras que Miguel de los Santos fue el encargado de comentar el festival a través de Radio Nacional de España. Por su parte, Ramón Rivera fue el portavoz español durante las votaciones.
Los detalles conocidos sobre las transmisiones en cada país, incluidas las estaciones de transmisión específicas y los comentaristas, se muestran en las tablas a continuación. Además de los países participantes, el concurso también fue transmitido en Túnez, Bulgaria, Checoslovaquia, Hungría, Polonia, Rumania y la Unión Soviética a través de Intervisión, y en Grecia, Islandia, Israel, Turquía, Brasil y Chile.
| País         | Emisoras         | Canal(es)                | Comentarista(s)    | Ref(s)                                    |
| ------------ | ---------------- | ------------------------ | ------------------ | ----------------------------------------- |
| Alemania     | ARD              | Deutsches Fernsehen      | Desconocido        | [ 9 ] [ 10 ] [ 11 ] [ 12 ]                |
| Bélgica      | RTB              | RTB                      | Desconocido        | [ 13 ] [ 9 ] [ 14 ]                       |
| Bélgica      | BRT              | BRT                      | Jan Theys          | [ 14 ] [ 15 ]                             |
| España       | TVE              | TVE 1                    | José Luis Uribarri | [ 16 ] [ 17 ] [ 18 ]                      |
| España       | RNE              | RNE                      | Desconocido        | [ 17 ]                                    |
| España       | Radio Peninsular | Radio Peninsular         | Desconocido        | [ 17 ]                                    |
| Francia      | ORTF             | Deuxième Chaîne          | Pierre Tchernia    | [ 9 ] [ 10 ] [ 19 ]                       |
| Irlanda      | RTÉ              | RTÉ                      | Valerie McGovern   | [ 20 ] [ 21 ] [ 22 ] [ 23 ]               |
| Irlanda      | RTÉ              | RTÉ Radio                | Desconocido        | [ 20 ] [ 21 ] [ 22 ] [ 23 ]               |
| Italia       | RAI              | Secondo Programma        | Renato Tagliani    | [ 24 ] [ 25 ]                             |
| Luxemburgo   | CLT              | Télé-Luxembourg          | Desconocido        | [ 9 ] [ 26 ]                              |
| Mónaco       | Télé Monte-Carlo | Télé Monte-Carlo         | Desconocido        | [ 27 ]                                    |
| Países Bajos | NOS              | Nederland 1              | Pim Jacobs         | [ 14 ] [ 28 ] [ 29 ]                      |
| Reino Unido  | BBC              | BBC1                     | David Gell         | [ 8 ] [ 30 ] [ 31 ] [ 32 ] [ 33 ]         |
| Reino Unido  | BBC              | BBC Radio 1, BBC Radio 2 | Tony Brandon       | [ 8 ] [ 30 ] [ 31 ] [ 32 ] [ 33 ]         |
| Reino Unido  | BFBS             | BFBS Radio               | John Russell       | [ 8 ]                                     |
| Suiza        | SRG SSR          | TV DRS                   | Desconocido        | [ 10 ] [ 11 ] [ 34 ] [ 35 ] [ 36 ] [ 37 ] |
| Suiza        | SRG SSR          | TSR                      | Georges Hardy      | [ 10 ] [ 11 ] [ 34 ] [ 35 ] [ 36 ] [ 37 ] |
| Suiza        | SRG SSR          | TSI                      | Desconocido        | [ 10 ] [ 11 ] [ 34 ] [ 35 ] [ 36 ] [ 37 ] |
| Suiza        | SRG SSR          | DRS 1                    | Desconocido        | [ 10 ] [ 11 ] [ 34 ] [ 35 ] [ 36 ] [ 37 ] |
| Suiza        | SRG SSR          | RSR 2                    | Robert Burnier     | [ 10 ] [ 11 ] [ 34 ] [ 35 ] [ 36 ] [ 37 ] |
| Yugoslavia   | JRT              | Televizija Ljubljana     | Desconocido        | [ 38 ] [ 39 ] [ 40 ]                      |
| Yugoslavia   | JRT              | Televizija Zagreb        | Desconocido        | [ 38 ] [ 39 ] [ 40 ]                      |

| País           | Emisora             | Canal(es)           | Comentarista(s)  | Ref(s)        |
| -------------- | ------------------- | ------------------- | ---------------- | ------------- |
| Argentina      | Canal 13            | Canal 13            | Cacho Fontana    | [ 41 ]        |
| Austria        | ORF                 | FS1                 | Ernst Grissemann | [ 11 ] [ 42 ] |
| Brasil         | Rede Tupi           | TV Brasília         | Desconocido      | [ 43 ]        |
| Brasil         | Rede Tupi           | TV Paraná           | Desconocido      | [ 44 ]        |
| Brasil         | Rede Tupi           | TV Rádio Clube      | Desconocido      | [ 45 ]        |
| Checoslovaquia | ČST                 | ČST                 | Desconocido      | [ 46 ]        |
| Chile          | Televisión Nacional | Televisión Nacional | Raúl Matas       | [ 47 ]        |
| Hungría        | MTV                 | MTV                 | Desconocido      | [ 48 ]        |
| Islandia       | RÚV                 | Sjónvarpið          | Desconocido      | [ 49 ]        |
| Israel         | IBA                 | Israeli Television  | Desconocido      | [ 50 ]        |
| Malta          | MTPBS               | MTS                 | Victor Aquilina  | [ 51 ] [ 52 ] |
| Polonia        | TP                  | Telewizja Polska    | Desconocido      | [ 53 ]        |
| Rumania        | TVR                 | Programul 1         | Desconocido      | [ 54 ]        |